# Szary marketing
Szary marketing (import równoległy, dystrybucja równoległa) – zjawisko polegające na dystrybucji na rynki zagraniczne towarów oznaczonych marką danego producenta poprzez kanały, które nie zostały ukształtowane przez eksportera według jego strategii marketingowej na danym rynku, ale przez pośredników niezwiązanych z oficjalnymi bądź autoryzowanymi kanałami zbytu.

## Przyczyny
Szary marketing wynika z dużych różnic w cenach danego markowego produktu określonego producenta na różnych rynkach, co jest powodowane zwykle różnymi strategiami cenowymi na dane rynki, ale może wynikać także ze zmieniających się kursów walut, różnych kosztów produkcji, odmiennego opodatkowania, różnych tendencji inflacyjnych, różnej konkurencji i wielu innych rzeczy. Czynnikami stymulującymi szary marketing są m.in. niskie koszty transportu, liberalizacja handlu, usprawnienie przepływu informacji czy zwiększanie się internacjonalizacji konsumentów.

## Produkty
Podmioty dokonujące szarego marketingu kupują określone produkty na rynkach, gdzie ceny są niższe i sprzedają je tam, gdzie są one wyższe. Produktami, które są handlowane w ten sposób są często towary luksusowe oraz podlegające zmianom mody, jak np. zegarki, elektronika czy perfumy. Produkty te zwykle są trwałe, łatwo transportowalne i mają niewielkie rozmiary. Nie są one jednak oferowane wraz z usługami towarzyszącymi tym samym produktom sprzedawanym przez kanały zaplanowane przez producenta, jak np. gwarancja czy instrukcja w lokalnym języku.

## Straty
Szary marketing powoduje szkody u oryginalnego dostawcy, polegające m.in. na osłabianiu wizerunku marki czy utrudnianiu realizacji założeń strategii marketingowej. Tracą również autoryzowani pośrednicy, których udziały na danym rynku się zmniejszają i których kontrola nad cenami ulega ograniczeniu.

## Metody ograniczania
Metody ograniczania szarego marketingu przez producentów dzielimy na reaktywne i proaktywne. Metody reaktywne są zwykle dużo mniej skuteczne niż metody proaktywne.
Metody reaktywne to m.in.:
- czasowe obniżanie cen na rynkach, gdzie są one wysokie,
- nawiązywanie współpracy z podmiotami dokonującymi szarego marketingu bądź ich wykupywanie,
- zmiany wielkości dostaw na dany rynek,
- informowanie nabywców o niekorzystnych dla nich aspektach korzystania z szaromarketingowej oferty (np. brak gwarancji).

Metody proaktywne to m.in.:
- wyrównywanie cen swoich produktów na różnych rynkach,
- odchodzenie od standaryzacji produktu na różnych rynkach,
- rozwój własnej sieci dystrybucji,
- długookresowe wzmacnianie wizerunku firmy,
- tworzenie systemu informacji marketingowej,
- lobbing.

## Regulacje prawne
W Polsce kwestię zastosowania szarego marketingu porusza Ustawa z dnia 16 kwietnia 1993 r. o zwalczaniu nieuczciwej konkurencji (Dz.U. z 2022 r. poz. 1233), która w artykule 17d. w przypadku stosowania go w dyskontach ogranicza tam jego wymiar do 20% wartości obrotów:

Czynem nieuczciwej konkurencji jest wprowadzanie do obrotu przez sieci sklepów dyskontowych towarów w ilości przewyższającej 20% wartości obrotów z markami stanowiącymi własność właściciela sieci lub podmiotów zależnych.